# Joe Boyer
Joe Boyer, född den 12 maj 1890 i St. Louis, Missouri, död den 2 september 1924 i Tyrone, Pennsylvania, USA, var en amerikansk racerförare.

## Racingkarriär
Enligt engelska Wikipedia är Boyer född i Detroit, medan facksidan ChampCar Stats anger födelseplats som St. Louis. Han slog igenom som racerförare med två vinster i det nationella mästerskapet 1919. Vinsterna kom på Uniontown och Cincinnati. Han var med att dela bil med L.L. Corum i 1924 års Indianapolis 500, och ersatte denne efter 111 varv, för att sedan köra bilen till seger. Boyer omkom i en olycka på Altoona Speedway senare samma år.